# Sant Joan de Reus
Sant Joan de Reus és una església de Reus (Baix Camp) inclosa a l'Inventari del Patrimoni Arquitectònic de Catalunya, situada al carrer de Prat de la Riba.

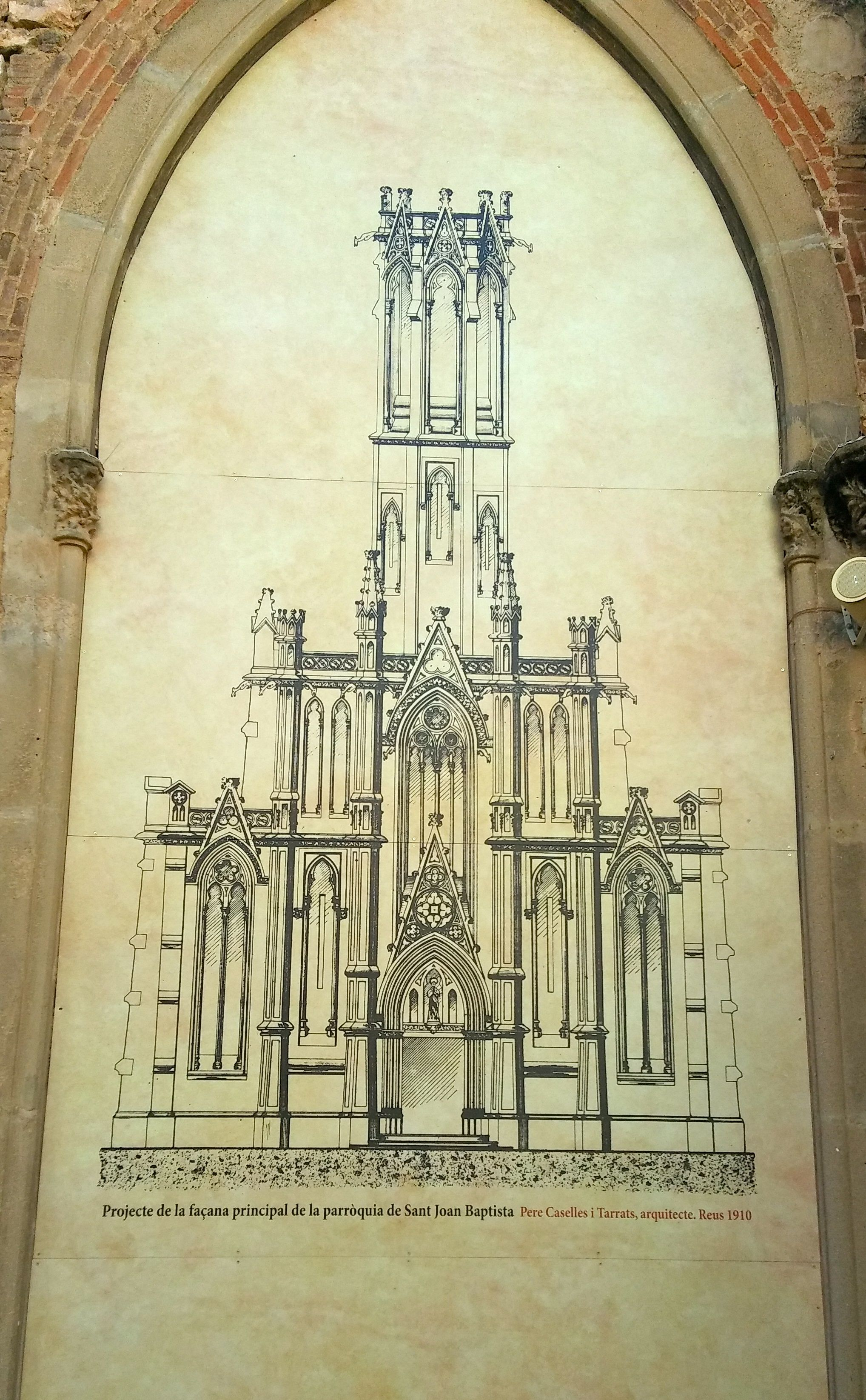
Dibuix del projecte de la façana de Sant Joan fet per Pere Caselles i reproduït a la inacabada façana actual de l'església

## Descripció
Es tracta d'un edifici d'estil neogòtic projectat per Pere Caselles. Té una sola nau amb quatre trams i és de planta rectangular i absis semi hexagonal. Presenta pilars compostos, sis estries per a la nau central i d'altres sis per les laterals que s'expressen a l'exterior per contraforts, suporten la volta de creueria amb claus centrals historiades. Les capelles laterals són més baixes que la nau central, amb finestres hexalobulades amb gablet per damunt de la seva alçada i comunicades entre elles per un passadís interior. Al lloc destinat al creuer hi ha la sagristia i a la nau central un petit presbiteri amb la imatge policromada de sant Joan Baptista en actitud de benedicció. L'edifici és de maó, maçoneria i ciment pòrtland. Cal destacar, com a novetat constructiva d'interès, la utilització del ciment armat encofrat per a la confecció dels arcs i els nervis estructurals. Però tota la plementeria entre els arcs i els contraforts es va fer de manera tradicional, amb pedra concertada, i també l'ornamentació, que és de pedra natural esculpida. L'obra està inacabada, i li falten els dos trams dels peus i la façana, a més del revestiment de la coberta.
La façana principal descriu les directrius de l'edifici inacabat, amb la nau central i les capelles laterals, una gran finestra ogival cega a manera de rosetó i tres obertures a la planta baixa, les laterals cegades i la central d'accés. Per la façana hi ha repartits petits capitells.
La part corresponent a les façanes laterals, amb acabat i ornamentació neogòtica, mostren a la part inferior finestres ogivals corresponent a les capelles, amb gablets i pinacles que ornen els contraforts, i a la superior obertures circulars sexpartides amb gablets i pinacles amb acabat piramidal. La coberta és inacabada. Els materials utilitzats són el formigó encofrat i paredat comú.
Les vidrieres recuperades a la restauració del 2007, han respectat els dibuixos i les formes originals, però han canviat els sants que hi apareixen. S'han recuperat les figures de sant Antoni Maria Claret i santa Llúcia. A la roseta superior s'ha canviat sant Ramon de Penyafort pel papa Joan XXIII.

## Història

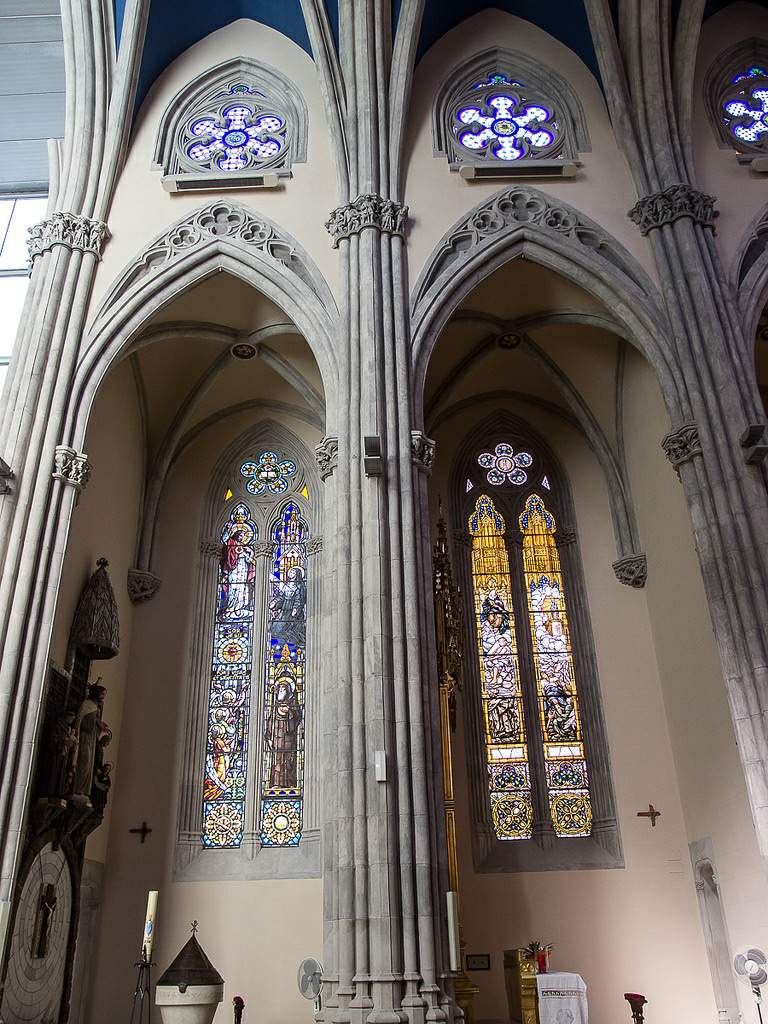
Vitralls

A la sessió municipal del 23 de març de 1863 es parlava de la conveniència de construir dues noves esglésies, sota l'advocació de Sant Joan i de Santa Anna. El juliol de 1878 es va crear la parròquia de Sant Joan, que es va instal·lar provisionalment a l'Església de la Providència. El 1908 es va comprar un solar per a l'edificació de la nova església. El pressupost, l'any 1909, era de 300.000 pessetes. Un dels promotors i principals mecenes de l'obra va ser Josep Maria Tarrats Homdedeu. El rector de la parròquia, que exercia des de la Providència, era mossèn Jocund Bonet, que va col·laborar econòmicament en la construcció. Es va començar el 1912 i s'hi va celebrar la primera missa el 1931, encara que no es va realitzar tot el projecte i va quedar inacabada. Als terrenys destinats a l'absis s'hi va construir un cinema, però es van recuperar per l'església en les reformes dels anys noranta del segle xx. L'any 1932, tot i no estar enllestida, va ser beneïda i inaugurada per l'arquebisbe de Tarragona Vidal i Barraquer. El 1936 va ser cremada i es va començar a reconstruir als anys 40. Al seu interior destaquen les pintures de la reusenca Magda Folch a la capella de la Mare de Déu de Montserrat.

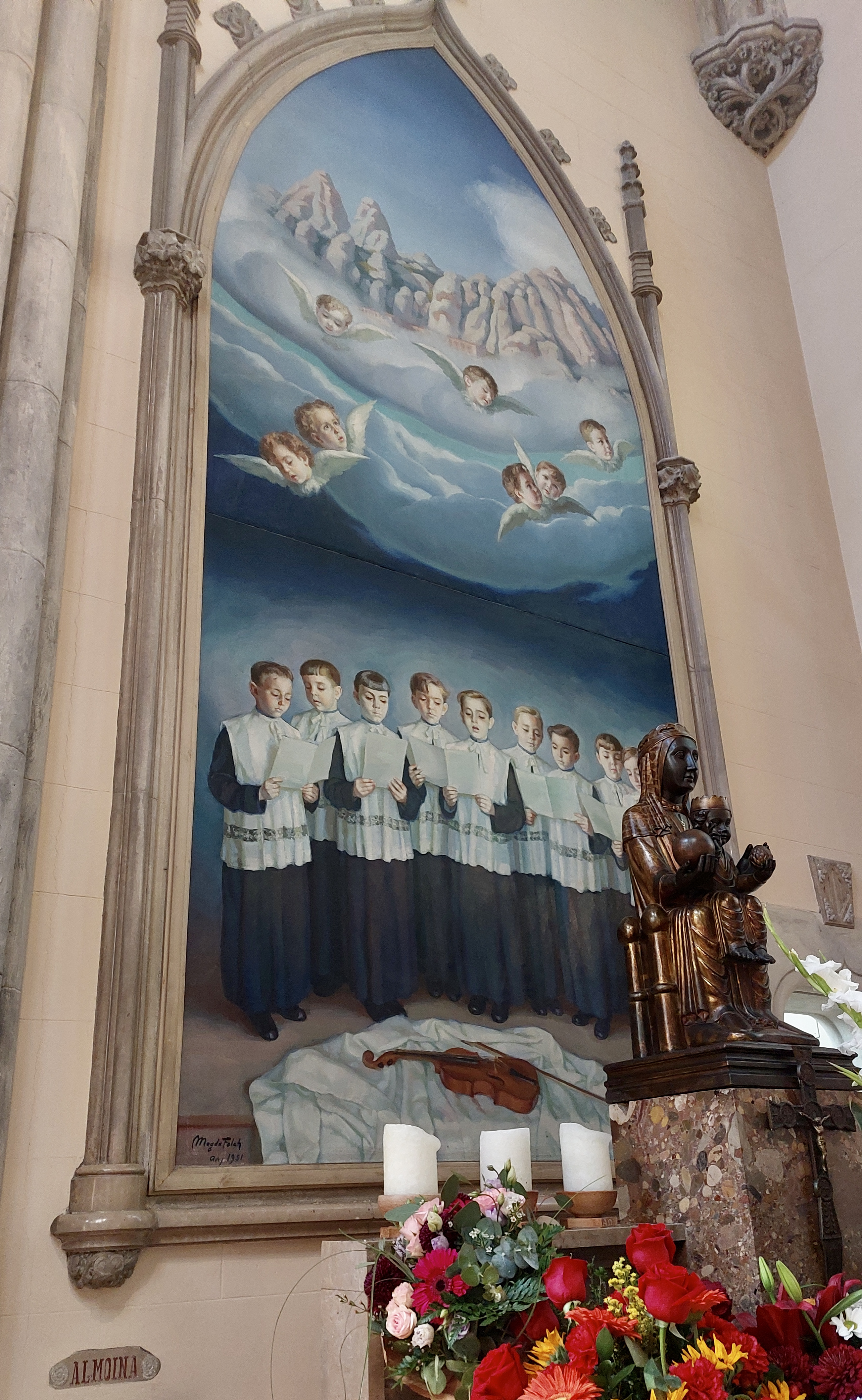
Mural de Magda Folch. Els escolans reprodueixen les cares de nens de famílies burgeses de Reus

 Als anys 90 del segle xx es van començar a fer reformes, sobretot a l'absis, i es va afegir un edifici de línies contemporànies de formigó armat deixat a la vista, on s'hi va situar a la planta baixa la capella del Santíssim i una residència per a estudiants a les plantes superiors.
Malgrat l'època en què la va projectar Pere Caselles i Tarrats, ho va fer en estil gòtic. Caselles tenia molts coneixements del gòtic a través dels llibres de Viollet-le-Duc i els estudis de la carrera d'arquitectura. Hi ha referències que el contractista va ser Pau Bartolí. Es desconeixen les raons pel que no es va acabar de construir l'església, però segurament van ser de caràcter econòmic. La construcció de l'església es va interrompre diverses vegades per manca de diners.
El febrer del 2007 s'inauguren les restauracions de part de les vidrieres, un cop recuperats els dibuixos originals, tres anys abans, pel fill de l'artista que les realitzà, Josep Maria Bonet. El 2013 es feu la darrera restauració, situant uns columbaris al soterrani i urbanitzant el perímetre exterior.